# S LINE
《S LINE》（韓語：S라인）為韩國OTT平台Wavve於2025年7月11日起上線公開的原創韓國劇集。改編自kkomabi的同名網路漫畫，由電影《我想有個爸》的安周英執導並編劇，由李洙赫、李多熙、Arin主演。講述不久的將來，人們與曾發生性關係的對象，頭上全被S Line紅線所串連，隨著S Line的出現，引發一連串衝擊事件。本劇獲選爲第8屆坎城國際劇集展競賽單元。
台灣由friDay影音、Hami Video、LINE TV同步上線。

## 演員陣容

### 主要人物
- 李洙赫 飾演 韓志昱[7]

一名擁有俊朗外貌與自由靈魂的刑警。
- Arin 飾演 申現翖[8]

是天生看見S Line的人。
- 李多熙 飾演 李圭真[9]

一名性格神秘的高中老師，舉止時而冷靜，時而帶著詭異笑容。
- 李銀泉 飾演 姜善娥[10]

韓志昱的姪女，與現翖同校同班的學生。

### 申現翖周邊人物
- 張善 飾演 現翖媽媽
- 李家燮 飾演 吳貞旼

住在現翖家樓上，有戀愛暴力史。
- 朴藝妮 飾演 希媛

剛搬到現翖家對面，因搬新家送水果給現翖。

### 韓志昱周邊人物
- 洪錫彬 飾演 韓昊山

韓志昱的父親，住在養老院。
- 金東英 飾演 吳東植[11]

韓志昱的後輩兼助手。
- 성령 飾演 姜素敏

方舟警察局重案組二組刑警。

### 方舟高中
- 南圭熙 飾演 金惠瑩[12]

霸凌善娥的同學。
- 金素英 飾演 崔伊瑟

霸凌善娥的同學。
- 李光熙 飾演 柳俊善[13]

暗戀現翖的同學，是班上的班長。
- 李韓珠 飾演 尹智娜[14]

與現翖同一所高中的偶像練習生。
- 吳宇里 飾演 李京珍

現翖同校的同學，後來跟現翖走很近。
- 吳承俊 飾演 李智沅

善娥暗戀的人。
- 朴成日 飾演 房成鎮

方舟高中的韓文老師。
- 禹志賢 飾演 金正宇

方舟高中的英文老師。
- 金正宇

方舟高中的音樂老師。
- 鄭美亨 飾演 金美星

方舟高中的行政人員，立志當演員。
- 金俊亨 飾演 徐翰裕

方舟高中二年級的學生。

### 其他人物
- 李尚熙 飾演 金京美

金正宇的姐姐。
- 吳雅妍 飾演 郭彩琳

與金京美同棟的住戶。
- 裴素英 飾演

女演員。
- 金藝恩 飾演 晙熙

大學生，在咖啡廳打工。

### 特別出演
- 鄭亨錫 飾演 方舟警察局重案組二組組長
- 樸尚厚 飾演 現翖父親
- 鄭宰光 飾演 調酒師
- 趙漢哲 飾演 金秉喆

金正宇的姐夫。
- 申東美 飾演 曾與韓志昱發生性關係的人

## 原聲帶
- Part.1（發行日期：2025年7月24日）

| 曲序 | 曲目                       | 演唱   | 时长 |
| ---- | -------------------------- | ------ | ---- |
| 1.   | Between The Lines          | 朴藝妮 | 3:22 |
| 2.   | Between The Lines（Inst.） |        | 3:22 |

## 獎項榮譽
| 年度 | 頒獎典禮            | 獎項       | 入圍者           | 結果 | 參 |
| ---- | ------------------- | ---------- | ---------------- | ---- | -- |
| 2025 | 第8屆坎城國際劇集展 | 最佳音樂獎 | 李俊午（이준오） | 獲獎 |    |

## 外部連結
- Daum上《S LINE》的資料